# جوان إرنست
جوان إرنست (بالإنجليزية: Joanne Ernst)‏ هي تريثلت أمريكية، ولدت في 1958.

## وصلات خارجية
- جوان إرنست على موقع IAT Triathlon Database (الإنجليزية)